# La Place du Diamant
Pour plus de détails, voir Fiche technique et Distribution.
La Place du Diamant (La Plaça del Diamant, en catalan) est l'adaptation cinématographique du roman éponyme de Mercè Rodoreda par Francesc Betriu, sortie en 1982. Sílvia Munt y incarne Colometa, jeune femme à Barcelone durant la guerre d'Espagne. Son interprétation est récompensée par le Círculo de Escritores Cinematográficos.

## Fiche technique
- Réalisation : Francesc Betriu
- Langue : catalan